# Tatrovice
Tatrovice là một làng thuộc huyện Sokolov, vùng Karlovarský, Cộng hòa Séc.